# Albons
Albons – gmina w Hiszpanii, w prowincji Girona, w Katalonii, o powierzchni 11,39 km². W 2011 roku gmina liczyła 714 mieszkańców.